# Helena Sablić Tomić
Helena Sablić Tomić (Osijek, 18. kolovoza 1968.), hrvatska književna teoretičarka, književna kritičarka i akademik HAZU-a.

## Životopis
U rodnom gradu pohađala je osnovnu i srednju školu te diplomirala na Filozofskom fakultetu. Na Filozofskom fakultetu u Zagrebu je 1997. godine magistrirala s temom "Kratka priča devedesetih – biblioteka i autori časopisa Quorum", a 2001. je obranila doktorsku disertaciju naslovljenu "Modeli hrvatske suvremene autobiografske proze". Na Akademiji za umjetnost i kulturu u Osijeku predaje u statusu redovitog profesora u trajnom zvanju kolegije iz područja književnosti i kulture. Prva je ambasadorica Deska Kreativna Europa Ministarstva kulture RH. Dekanica je Akademije za umjetnost i kulturu u Osijeku. Godine 2024. izabrana je za redovitu članicu HAZU-a u Razredu za književnost.

## Objavila je sljedeće knjige:
- „Montaža citatnih atrakcija – quorumova kratka priča“, Matica hrvatska ogranak Osijek, Osijek, 1998;
- „Intimno i javno – ogledi o suvremenoj autobiografskoj prozi“, Naklada Ljevak, Zagreb, 2002.;
- „Slavonski tekst hrvatske književnosti“, Matica hrvatska, Zagreb, 2003., (koautorstvo s Goranom Remom);
- „Gola u snu-o ženskom književnom identitetu“,  Znanje, Zagreb, 2005.
- „Dnevnik nevidljivoga - moja godina 2007.“, Naklada Ljevak, Zagreb, 2008. (fotografija Davor Šarić)
- „Hrvatska autobiografska proza“, Naklada Ljevak, Zagreb, 2008.
- „Kortars horvat irodalom-költeszet es rövidtörtenet 1968-tol najpjainking“ (Hrvatska suvremena književnost - pjesništvo i kratka priča od 1968), Jelenkor, Pečuh, 2009, (koautorstvo s Goranom Remom);
- „Bogdan Mesinger – esej“, Oksimoron, Osijek, 2010. (fotografija Davor Šarić)
- „Pannonius, Vrančić; pretapanja“, Oksimoron, Osijek, 2010. (fotografija Davor Šarić)
- „Grad koji šarmira“, DHK Ogranak slavonsko-baranjsko-srijemski, Požega, 2011.
- „O strasti, čitanju, dokolici“, Naklada Ljevak, Zagreb, 2011.
- „Uvod u hrvatsku kratku priču“, Leykam international d. o.o., Zagreb, 2012.,
- „ЗА СТРАСТИТЕ, ЧИТАЊЕТО, БЕЗДЕЛНИЧЕЊЕТО, Одбрани есеи, („O strasti, čitanju, dokolici“) Медитеранска Академија „Браќа Миладиновци‘‘, СТРУГА, 2013.
- „Meandar – književna panorama Europe“, Mediteranska Akademija, Struga 2013.,(koautorstvo s Radomirom Andrićem i Razme Kumbaroskim)
- „Dodir teksta“, MeandarMedia, Zagreb, 2015.
- "Vera Erl - prostor i žena", Oksimoron, Osijek, 2015. (fotografija Davor Šarić)
- "Skriveno u oku", Naklada Ljevak, Zagreb., 2016.
- "U osječkom Nutarnjem gradu“, HAZU/UAOS, Osijek, 2017.
- "Kroćenje unutarnjeg nemira: ja, žena, prostor/Taming of restlessness:I, woman, space", Akademija za umjetnost i kulturu, Osijek, 2018.
- "Kartografija ljubavi; Dunavom", Naklada Ljevak, Zagreb, 2021.
- "U osječkom Nutarnjem gradu - drugo dopunjeno izdanje", HAZU/AUK, Osijek, 2022.

## Priredila je sljedeće knjige:
- „Osječka čitanka - Sretne ulice“, Matica hrvatska ogranak Osijek, Osijek, 2000, (koautorstvo s Goranom Remom)
- „Đakovačka čitanka - Puut nebeski“, Matica hrvatska ogranak Đakovo, Đakovo, 2000, (koautorstvo s Goranom Remom)
- „Nebo nad Osijekom – intimistički zapisi“, Matica hrvatska ogranak Osijek, Osijek, 2003.
- Franjo pl. Ciraki „Bilježke / Zapisci“, Grad Požega, Ogranak DHK slavonsko-baranjsko-srijemski, Osijek/Požega, 2004.
- „Slavonska krv-izbor iz djela Josipa i Ivana Kozarca“, Znanje, Zagreb, 2005.
- „Ës a Dräva csak folyot – Szlavöniai horvät rövidtorozak“ (Tekla rijeka Drava- izbor iz kratke priče slavonskog teksta hrvatske književnosti), Jenekor, Pečuh, 2005.
- „Šokačka čitanka“, Matica hrvatska ogranak Osijek/Šokačka grana, Osijek, 2007.
- Zdenka Marković „Njegov posljednji san – iz ostavštine“, Grad Požega/Ogranak DHK slavonsko-baranjsko-srijemski, Osijek/Požega, 2007.

## Dobila je sljedeće nagrade:
- 1997. „Josip i Ivan Kozarac“ za najbolje prvo znanstveno djelo („Montaža citatnih atrakcija“, 1997)
- 2000. Nagrada "Fran Galović" za najbolje djelo zavičajne tematike (u suradnji s Goranom Remom za „Osječku čitanku“, 2000)
- 2003. Pečat grada Osijeka za kulturu
- 2005. „Julije Benešić“ za najuspješnije književno-kritičarsko djelo („Gola u snu“, 2005)
- 2007. Godišnja nagrada grada Požege za kulturu
- 2009. Zlatna plaketa "Grb grada Osijeka" za znanost
- 2013. „Ars longa, vita brevis“ za najbolju prevedenu knjigu eseja u Makedoniji („O strasti, čitanju, dokolici“, 2011.)
- 2014. „Akademija Mediterana“ za ukupni stvaralački i književni opus, Struga, Makedonija
- 2018. „Josip i Ivan Kozarac“, nagrada za knjigu godine („U osječkom Nutarnjem gradu“)
- 2018. Književna nagrada Stipana Bilića-Prcića,  Zaklada HAZU, Zagreb („U osječkom Nutarnjem gradu“)

## Zanimljivosti
- Predsjednica je Matice hrvatske ogranak Osijek u razdoblju 2003-2007.
- U uredništvu časopisa Kolo od 1998-2009. Od 2022. u uredništvu časopisa Forumu. Članica je DHK, HDP i PEN-a.
- Pisala je književne kritike za Vjesnik (u kolumni Dodir teksta), a piše ih za Hrvatski radio 1. program (emisija Kutiju slova), časopis Forum i Hrvatsku reviju.
- Napisala je scenarij za sljedeće dokumentarne filmove: Irena Vrkljan: Samo albumi, knjige i plehnata kutija; Božidar Violić: u znaku blizanaca; Brane Crlenjak: umjesto fotografija, kotlić; Jasna Melvinger: dok se budem dvoumila;;Bogdan Mesinger: traganje za obiteljskim vrijednostima;; Igor Mandić:nježno srce i sloboda lajanja; Željko Senečić: unutra sam JA; Vera Erl: u slavonskom prostoru; Marija Sekelez: mi od pljeska živimo; Tomislav Sabljak: priče i susretanja; Andrija Mutnjaković: kuća kao tratinčica; Dubravka Oraić Tolić; u retrovizoru

## Vanjske poveznice
- Službene mrežne stranice Umjetničke akademije u Osijeku (hrv.) (engl.)
- Službene mrežne stranice Sveučilišta Josipa Jurja Strossmayera u Osijeku (hrv.) (engl.)